# Mark Ėjdel'štejn
Mark Aleksandrovič Ėjdel'štejn (in russo Марк Александрович Эйдельштейн?; Nižnij Novgorod, 18 febbraio 2002) è un attore russo.

## Biografia
Di origini ebraiche, è figlio di un'insegnante di scuola. Si è fatto notare per la prima volta come protagonista del film Strana Saša (2022), in concorso al 72º Festival di Berlino. Le sue fattezze efebiche hanno spinto stampa e spettatori a soprannominarlo "il Timothée Chalamet russo". Nel 2024 ha fatto il suo esordio in lingua inglese con la commedia drammatica Anora, Palma d'oro al 77º Festival di Cannes, nella quale ha interpretato il giovane rampollo di un oligarca, ricevendo il plauso della critica.

## Filmografia

### Cinema
- Pervyj sneg, regia di Natal'ja Končalovskaja (2021)
- Strana Saša, regia di Julija Trofimova (2022)
- Pravednik, regia di Sergej Ursuljak (2023)
- Sto let tomu vperëd, regia di Aleksandr Andrjuščenko (2024)
- Nado snimat' fil'my o ljubvi, regia di Roman Michajlov (2024)
- Anora, regia di Sean Baker (2024)
- Žar-ptica, regia di Roman Michajlov (2024)

## Doppiatori italiani
Nelle versioni in italiano nelle opere in cui ha recitato, Mark Ėjdel'štejn è stato doppiato da:
- Hlib Tovstoluh in Anora